# Блатов, Анатолий Иванович
Анато́лий Ива́нович Бла́тов (настоящая фамилия — Иванов; 1914—1988) — советский партийный деятель, дипломат. Чрезвычайный и полномочный посол.

## Биография
Родился 28 июня (11 июля) 1914 года в Москве.
Член ВКП(б) с 1940 года. Окончил Днепропетровский институт инженеров железнодорожного транспорта (1940) и Высшую партийную школу при ЦК ВКП(б) (1945).
- В 1945—1947 годах — сотрудник центрального аппарата НКИД (с 1946 — МИД) СССР.
- В 1947—1948 годах — на преподавательской работе в МГИМО МИД СССР.
- В 1948—1949 годах — сотрудник Совинформбюро при СМ СССР.
- В 1949—1953 годах — сотрудник аппарата политического советника Советской контрольной комиссии в Германии.
- В 1953—1954 годах — сотрудник аппарата Верховного комиссара СССР в Германии.
- В 1954 году — советник посольства СССР в ГДР.
- В 1954—1955 годах — и. о. заместителя заведующего отделом по политическим вопросам посольства СССР в ГДР и аппарата Верховного комиссара СССР в Германии.
- В 1955—1966 годах — сотрудник центрального аппарата МИД СССР.
- В 1966—1968 годах — заведующий III Европейским отделом МИД СССР, член Коллегии МИД СССР.
- В 1968—1972 годах — заместитель заведующего отделом ЦК КПСС.
- В 1972—1982 годах — помощник генерального секретаря ЦК КПСС Л. И. Брежнева
- В 1982—1985 годах — сотрудник аппарата ЦК КПСС.
- С 26 февраля 1985 по 1 октября 1988 года — чрезвычайный и полномочный посол СССР в Нидерландах.

Член ЦРК КПСС (1976—1981). Кандидат в члены ЦК КПСС (1981—1986). Депутат ВС СССР 10-го созыва (с 1979 года).
Умер 1 октября 1988 года. Похоронен в Москве на Кунцевском кладбище.

## Дипломатический ранг
Чрезвычайный и полномочный посол

## Семья
Жена — Наталия Тимофеевна Блатова (1918—1992).
Сын Игорь (1946—2019) — советский и российский дипломат, посол России в Туркменистане.

## Награды и премии
- орден Ленина;
- орден Октябрьской Революции;
- два ордена Трудового Красного Знамени
- Государственная премия СССР (1979) — за сценарий телевизионного документального фильма «Слово об Октябре и мире»